# Ausschuss für Wahlprüfung, Immunität und Geschäftsordnung
Der Ausschuss für Wahlprüfung, Immunität und Geschäftsordnung ist ein Ausschuss des Deutschen Bundestages.

## Aufgaben
Der Ausschuss beschäftigt sich mit Geschäftsordnungsstreitigkeiten, die ihm vom Ältestenrat des Bundestages zugewiesen werden, sowie mit den Fragen des Parlamentsrechtes und schlägt Reformen der Geschäftsordnung vor.
Das Parlamentsbeteiligungsgesetz, das die Beteiligung des Bundestages bei Auslandseinsätzen der Bundeswehr regelt, wurde federführend vom Geschäftsordnungsausschuss beraten.
Als Ausschuss für Immunitätsangelegenheiten prüft er, ob ein strafrechtliches Ermittlungsverfahren gegen einen Bundestagsabgeordneten bereits mit dem Beschluss des Deutschen Bundestages betr. Aufhebung der Immunität genehmigt ist. Gegebenenfalls empfiehlt der Immunitätsausschuss dem Deutschen Bundestag, die Immunität eines Abgeordneten aufzuheben, falls strafrechtlich im Zusammenhang mit Beleidigungen politischen Charakters gegen ihn ermittelt werden soll oder strafrechtliche Verfolgungsmaßnahmen oder Hausdurchsuchungen angeordnet werden sollen.
Die Prüfung der Korrektheit von Bundestagswahlen bzw. deren Ergebnissen obliegt nicht dem Ausschuss für Wahlprüfung, Immunität und Geschäftsordnung, sondern dem Wahlprüfungsausschuss.

## Mitglieder der 21. Legislaturperiode

### Ordentliche Mitglieder
| CDU/CSU             | SPD                               | AfD                | Bündnis 90/Die Grünen | Die Linke       |
| ------------------- | --------------------------------- | ------------------ | --------------------- | --------------- |
| Ansgar Heveling     | Macit Karaahmetoğlu, Vorsitzender | Peter Bohnhof      | Irene Mihalic         | Ina Latendorf * |
| Hendrik Hoppenstedt | Johannes Fechner                  | Stephan Brandner * | Filiz Polat *         |                 |
| Carsten Müller      | Carmen Wegge                      | Fabian Jacobi      |                       |                 |
| Thomas Silberhorn   |                                   |                    |                       |                 |
| Johannes Wiegelmann |                                   |                    |                       |                 |

## Mitglieder der 20. Legislaturperiode
Die 19 ordentlichen Mitglieder des Ausschusses setzten sich aus 6 Mitgliedern der SPD-Bundestagsfraktion, 5 Mitgliedern der CDU/CSU-Fraktion, 3 Mitgliedern Bundestagsfraktion Bündnis 90/Die Grünen je 2 Mitgliedern der FDP-Fraktion bzw. der AfD-Fraktion sowie 1 Mitglied der Linksfraktion zusammen. Vorsitzende ist die CSU-Abgeordnete Daniela Ludwig.

### Ordentliche Mitglieder
| SPD                                         | CDU/CSU                    | Bündnis 90/Die Grünen | FDP              | AfD                | Gruppe Die Linke |
| ------------------------------------------- | -------------------------- | --------------------- | ---------------- | ------------------ | ---------------- |
| Jan Dieren                                  | Stefan Heck                | Irene Mihalic         | Philipp Hartewig | Stephan Brandner * | Petra Sitte *    |
| Esther Dilcher Stellvertretende Vorsitzende | Ansgar Heveling            | Filiz Polat *         | Stephan Thomae * | Fabian Jacobi      |                  |
| Sonja Eichwede                              | Daniela Ludwig Vorsitzende | Till Steffen          |                  |                    |                  |
| Johannes Fechner *                          | Carsten Müller             |                       |                  |                    |                  |
| Macit Karaahmetoğlu                         | Patrick Schnieder          |                       |                  |                    |                  |
| Marianne Schieder                           |                            |                       |                  |                    |                  |

### Stellvertretende Mitglieder
| SPD                 | CDU/CSU               | Bündnis 90/Die Grünen | FDP              | AfD           | Gruppe Die Linke |
| ------------------- | --------------------- | --------------------- | ---------------- | ------------- | ---------------- |
| Leni Breymaier      | Philipp Amthor        | Bruno Hönel           | Torsten Herbst   | Andreas Bleck | Christian Görke  |
| Esra Limbacher      | Michael Frieser       | Helge Limburg         | Konstantin Kuhle | Jochen Haug   |                  |
| Jan Plobner         | Hendrik Hoppenstedt   | Anja Reinalter        |                  |               |                  |
| Sebastian Roloff    | Martin Plum           |                       |                  |               |                  |
| Christian Schreider | Christian von Stetten |                       |                  |               |                  |
| Dirk Wiese          |                       |                       |                  |               |                  |

## Mitglieder der 19. Legislaturperiode
Die 14 Mitglieder des Ausschusses setzten sich aus 5 Mitgliedern der CDU/CSU-Bundestagsfraktion, 3 Mitgliedern der SPD-Fraktion, je 2 Mitgliedern der FDP-Fraktion bzw. der AfD-Fraktion sowie jeweils 1 Mitglied der Linksfraktion und der Bundestagsfraktion Bündnis 90/Die Grünen zusammen. Vorsitzender war der CDU-Abgeordnete Patrick Sensburg, sein Stellvertreter war der FDP-Abgeordnete Florian Toncar.

### Ordentliche Mitglieder
| CDU/CSU            | SPD                   | FDP              | AfD           | Die Linke  | Bündnis 90/Die Grünen |
| ------------------ | --------------------- | ---------------- | ------------- | ---------- | --------------------- |
| Frieser, Michael   | Bartke, Matthias      | Toncar, Florian  | Maier, Jens   | Korte, Jan | Haßelmann, Britta     |
| Müller, Carsten    | Schieder, Marianne    | Buschmann, Marco | Seitz, Thomas |            |                       |
| Schnieder, Patrick | Steffen, Sonja Amalie |                  |               |            |                       |
| Sensburg, Patrick  |                       |                  |               |            |                       |
| Throm, Alexander   |                       |                  |               |            |                       |

### Stellvertretende Mitglieder
| CDU/CSU                         | SPD                 | FDP                      | AfD               | Die Linke              | Bündnis 90/Die Grünen |
| ------------------------------- | ------------------- | ------------------------ | ----------------- | ---------------------- | --------------------- |
| Heveling, Ansgar                | Barnett, Doris      | Stark-Watzinger, Bettina | Bleck, Andreas    | Straetmanns, Friedrich | Lemke, Steffi         |
| Jung, Ingmar                    | Brunner, Karl-Heinz | Thomae, Stephan          | Brandner, Stephan |                        |                       |
| Maag, Karin                     | Högl, Eva           |                          |                   |                        |                       |
| Müller, Stefan                  |                     |                          |                   |                        |                       |
| Stetten, Christian Freiherr von |                     |                          |                   |                        |                       |

## Mitglieder der 18. Legislaturperiode
Die 14 Mitglieder des Ausschusses setzten sich aus 7 Mitgliedern der CDU/CSU-Bundestagsfraktion, 5 Mitgliedern der SPD-Fraktion sowie jeweils einem Mitglied der Linksfraktion und der Bundestagsfraktion Bündnis 90/Die Grünen zusammen. Vorsitzender war der CDU-Abgeordnete Johann Wadephul.

### Ordentliche Mitglieder
| CDU/CSU            | SPD                | Die Linke    | Bündnis 90/Die Grünen |
| ------------------ | ------------------ | ------------ | --------------------- |
| Brandt, Helmut     | Bartke, Matthias   | Sitte, Petra | Haßelmann, Britta     |
| Harbarth, Stefan   | Fechner, Johannes  |              |                       |
| Heck, Stefan       | Schieder, Marianne |              |                       |
| Kaster, Bernhard   | Steffen, Sonja     |              |                       |
| Schröder, Kristina | Ziegler, Dagmar    |              |                       |
| Uhl, Hans-Peter    |                    |              |                       |
| Wadephul, Johann   |                    |              |                       |

### Stellvertretende Mitglieder
| CDU/CSU                         | SPD                  | Die Linke        | Bündnis 90/Die Grünen |
| ------------------------------- | -------------------- | ---------------- | --------------------- |
| Hirte, Christian                | Barnett, Doris       | Wunderlich, Jörn | Keul, Katja           |
| Schipanski, Tankred             | Brunner, Karl-Heinz  |                  |                       |
| Seif, Detlef                    | Högl, Eva            |                  |                       |
| Freiherr von Stetten, Christian | Lambrecht, Christine |                  |                       |
| Straubinger, Max                | Wiese, Dirk          |                  |                       |
| Sütterlin-Waack, Sabine         |                      |                  |                       |
| Wanderwitz, Marco               |                      |                  |                       |